# Miami Open 1973
Il Miami Open 1973 è stato un torneo di tennis giocato sul cemento. È stata la 5ª edizione del torneo e faceva parte del World Championship Tennis 1973. Si è giocato a Miami negli USA dal 15 al 21 gennaio 1973.

## Campioni

### Singolare maschile
Rod Laver ha battuto in finale  Dick Stockton con il punteggio di 7–6 6–3 7–5

### Doppio maschile
Roy Emerson /  Rod Laver hanno battuto in finale  Terry Addison /  Colin Dibley con il punteggio di 6–4, 6–4